# Женская репродуктивная система
Же́нская репродуктивная систе́ма человека — одна из систем органов организма женщины, образующая наряду с мужской репродуктивную систему человека, ответственную за продолжение рода, и состоящая из женских внутренних и наружных половых органов.
Эта система определяет многие физиологические процессы в течение жизни женщины. Прямо или косвенно они связаны с репродуктивной функцией — способностью и возможностью к репродукции — продолжению рода.
Органы данной системы представлены грудным (молочные железы) и тазовым отделами. Входящие в эту систему органы с точки зрения их расположения на наружной поверхности тела или под ней, в брюшной или тазовой полостях тела, делят на две группы — внутренние и наружные половые органы.
Внутренние половые органы несут основную эндокринную (то есть внутренней секреции) и экзокринную функции, а наружные половые органы тазовой области — покровную (защитную) и сенсорную.
Наружные женские половые органы тазовой области в совокупности носят название вульва (лат. vulva).
Женская репродуктивная система взаимосвязана с другими органами и системами организма. Она имеет общие элементы с эндокринной и мочевыделительной системами. Уровень женских гормонов влияет на состояние кожных покровов и жировой ткани всего организма, а также плотность костной ткани, а колебания этого уровня влияют на состояние нервной системы и психики.
За функционированием женской репродуктивной системы в течение всей жизни женщины наблюдают и при необходимости оказывают медицинскую помощь врачи-гинекологи. Медицинским сопровождением родов занимаются акушеры. Вопросами оценки репродуктивного здоровья и применения вспомогательных репродуктивных технологий занимается и медицинская репродуктология.

## Общие положения
Биологический вид человек, как и другие высшие животные, имеет половое размножение, связанное с делением организмов вида на два пола — женский и мужской, для комбинирования у потомства генетических признаков двух родительских организмов. Проявлением такого деления служит наличие отличий строения тела и его физиологии у представителей противоположных полов — половой диморфизм.
Эти различия определяются у организма в его наборе хромосом его парой половых хромосом. В норме это XX у женщин и XY у мужчин. Половые хромосомы в зависимости от их сочетания и задают формирование организма из зародыша по мужскому или женскому типу, в том числе развитие органов мужской или женской репродуктивной системы из общих зародышевых тканей, начиная с определённого этапа внутриутробного развития. Тот факт, что мужские и женские репродуктивные органы образуются из одних и тех же зародышевых элементов, приводит к некоторому сходству их строения, характера образующихся тканей и их функционирования.

### Сходства и различия мужской и женской репродуктивных систем

#### Сходства
Так, и мужчины и женщины обладают внутренними и наружными половыми органами. Оба пола обладают из числа внутренних репродуктивных органов половыми железами (соответственно, яичками или яичниками), которые имеют функции как внешней, так и внутренней секреции. Во внешнюю среду они после своего созревания выделяют генетический материал — половые клетки (сперматозоиды или яйцеклетки), а в кровоток своего организма — половые гормоны, которые определяют ряд особенностей его строения и функционирования. Оба вида половых желёз производят, хотя и разных соотношениях, как мужские, так и женские гормоны, что в случаях нарушения их соотношения может приводить к изменениям соотношения жировой и мышечной массы, типа фигуры, роста волос на теле, развития грудных желез и других наружных половых органов по нехарактерному для данного пола типу. И тот и другой род половых желез снабжён выводными протоками.
Сходство наружных репродуктивных органов проявляется в наличии у них, например, защитной, покровной функции: кожистый мешочек мошонка содержит и прикрывает у мужчин яички, а соответствующие ей у женщин генетически большие половые губы обрамляют и прикрывают половую щель с преддверием влагалища, в котором расположены вход во влагалище и выводное отверстие мочеиспускательного канала. Способные к кровенаполнению при половом возбуждении пещеристые тела образуют органы полового чувства — мужской половой член и женский клитор. Оба они состоят из тела и головки, прикрытой защитной кожной складкой — крайней плотью. Как мужская, так и женская репродуктивные системы связаны с мочевыделительной системой.

#### Различия
Наряду со структурными (морфологическими) сходствами есть и существенные отличия, определяемые различием в функциях и ярко выраженные внешне, анатомически и физиологически. Так, в норме у мужчин остаются неразвитыми грудные железы, так как они не предназначены для активного функционирования — выработки молока. Мужской половой член (пенис), напротив, достигает обычно намного больших размеров, чем его гомолог клитор, так как пенис призван служить для доставки в зону оплодотворения внутри женского организма генетического материала через проходящий в теле пениса мочеиспускательный канал, а клитор — нет, не имея в себе каких-либо выводных протоков.
Эмбрион созревает в организме матери, и женская репродуктивная система для это имеет мышечный мешок — матку, соединённую с внешней средой трубчатым образованием — влагалищем, через которое для оплодотворения яйцеклеток внутрь попадают сперматозоиды, а после периода внутриутробного развития через него ребёнок рождается на свет. Ничего из этого в мужском организме не предусмотрено. По общему объёму основную часть тазовых половых органов женщины составляют внутренние, расположенные в тазовой полости, тогда как у мужчин — наружные.
Мужские половые железы, яички в раннем детском возрасте в норме спускаются из полости малого таза в мошонку, а яичники остаются в полости малого таза, не спускаясь в развивающийся из той же эмбриональной ткани, что и мошонка — урогенитальных складок — её гомолог большие половые губы.
Достигшая половой зрелости женская репродуктивная система имеет ежемесячные репродуктивные фазы функционирования, связанные с созреванием яйцеклеток и их высвобождением (овуляция) для подготовки к оплодотворению. Если оплодотворения не происходит, организм женщины ежемесячно освобождается от внутреннего слоя оболочки матки, что образует кровянистые выделения во внешнюю среду через влагалище — менструации. Чередование у женщин овуляции и менструаций образует менструальный цикл. Такого рода выраженными циклами мужская репродуктивная система не обладает.
Способность к репродукции у основной массы женщин угасает раньше, чем у мужчин, хотя у представителей обоих полов в пожилом возрасте нередко наблюдается снижение уровня выработки половых гормонов, характерных для данного пола, а иногда и увеличение концентрации тех, которые характерны для противоположного пола, и гормональным расстройствам, свойственным женщинам в период завершения репродуктивной функции, менопаузы, могут соответствовать явления андропаузы у мужчин.

### Задачи женской репродуктивной системы и органы для их выполнения
Для осуществления репродуктивной функции должно произойти оплодотворение — соединение в одну клетку (зиготу) несущих будущему ребёнку гены отца и матери двух созревших и покинувших места своего образования половых клеток (гамет) — женской (яйцеклетки) и мужской (сперматозоида). Мужские половые клетки вводятся внутрь женской репродуктивной системы (внутреннее оплодотворение), имеющей анатомические и физиологические возможности для оплодотворения с образованием зародыша, прикрепления зародыша внутри системы для его вынашивания в течение всего срока внутриутробного развития, самого вынашивания с обеспечением защиты зародыша (эмбриона, а затем плода) от внешних воздействий, его питания через соединяющие его с матерью кровеносные сосуды (пуповину), рождения ребёнка во внешнюю среду и последующего грудного вскармливания малыша до появления у него возможности питаться другими продуктами.
Чтобы организм формировался и функционировал по женскому типу, гены задают определённый вид работы желез внутренней секреции, вырабатывающих гормоны, включая женские половые. Когда организм сформирован по женскому типу, он растёт и развивается в соответствии с ним, достигая половой зрелости, позволяющей осуществить репродуктивную функцию женщины, и женщина становится способной привлекать и выбирать потенциальных партнёров.
В процессе полового созревания яичники начинают вырабатывать яйцеклетки. Созревшие яйцеклетки должны высвободиться и достигнуть зоны возможного оплодотворения. Они попадают по выводным протокам яичников — фаллопиевым трубам — в полость матки.
Для оплодотворения извне или выделения во внешнюю среду матка соединена с ней влагалищем. Влагалище имеет вход, расположенный в преддверии влагалища — на покрытом слизистой оболочкой участке наружной поверхности тела женщины, расположенном у неё между ног на нижней поверхности области малого таза. В преддверие влагалища расположено и наружное отверстие женского мочеиспускательного канала.
Преддверие прикрыто с боков для защиты от внешних воздействий двумя парами покровных складок — половых губ. Их внутренняя пара — тонкие свободно свисающие складки слизистой оболочки. Это малые половые губы. Снаружи от них более плотные складки жировой ткани — большие половые губы, покрытые на своей внешней, обращённой к внутренней поверхности бёдер, стороне кожей, а на своей внутренней стороне — слизистой оболочкой, продолжающей слизистую преддверия и малых половых губ.
Передняя поверхность малого таза образует равносторонний треугольник, обращённый вершиной вниз — лобок или лонный треугольник. Сверху он ограничен нижней границей живота, с боков — внутренней поверхностью бёдер. Его обращённая вниз вершина образована передней поверхностью больших половых губ и соответственно им в большей или меньшей степени явно расщеплена надвое, образуя половую щель. Большие половые губы могут быть плотно сомкнутыми, но между ними могут быть у некоторых женщин спереди в половой щели видны и малые половые губы, особенно если они длиннее больших. Спереди малые половые губы соединяются, и их передняя спайка образует кожный покров наружной части небольшого, но очень чувствительного органа клитора — его крайнюю плоть, называемую в англоязычной литературе его капюшоном.
Основная часть клитора — его тело — состоит из двух полых пещеристых тел, способных к кровенаполнению (эрекции) при половом возбуждении, как и у развивающегося из одних с ним эмбриональных тканей мужского полового члена. Однако при нормальном для женщины уровне половых гормонов, когда женские преобладают в её организме над мужскими, наружная часть клитора обычно настолько меньше своего мужского аналога, что бывает малоразличима среди окружающих структур, что может приводить к сексуальной неудовлетворённости женщины. Наружная часть клитора часто имеет размеры, не превышающие нескольких миллиметров, тогда как пенис измеряется сантиметрами.
Наружный конец тела клитора образует весьма чувствительную головку. Если у мужского полового члена снаружи лонного сочленения находится практически всё его тело, прикрытое подвижным кожным покровом, и головка, прикрытая подвижным участком кожи — крайней плотью, то из структур клитора на передней границе преддверия влагалища часто доступна наблюдению только его головка, прикрытая его кожей. И если у пениса крайней плотью называют лишь дальнюю от лобка часть его кожного покрова, окружающую головку, то у клитора крайняя плоть — складка кожи, прикрывающая всю его наружную часть. Крайняя плоть клитора, а также его головка при определённых размерах могут выступать вместе с малыми половыми губами в просвете половой щели.
В структуре мужского полового члена помимо двух пещеристых тел с его нижней стороны различают губчатое тело, переходящее в головку пениса. Внутри губчатого тела проходит мужской мочеиспускательный канал, наружное отверстие которого в норме располагается на вершине головки пениса. Более длинный, чем женский, мужской мочеиспускательный канал служит для выведения из организма как мочи из мочевого пузыря (мочеиспускание), так и семенной жидкости из яичек (эякуляция). У клитора нет этих функций, а губчатое тело с женским мочеиспускательным каналом проходит сзади от него между клитором и влагалищем. Наружное отверстие женской уретры, как и вход во влагалище, находятся в преддверии последнего и прикрыты складками малых половых губ. Клитор считается органом исключительно полового чувства. Его увеличенные размеры (клиторомегалия), напоминающие головку и/или тело пениса, как и наличие сращений половых губ, напоминающих мошонку, могут свидетельствовать об избытке мужских гормонов.
Сзади от преддверия влагалища находится промежность, отделяющая его от анального отверстия — наружного отверстия кишечника.
Грудной отдел женской репродуктивной системы представлен молочными железами.

### Становление и развитие женской репродуктивной системы
Репродуктивные органы начинают формироваться во внутриутробный период.
Репродуктивная функция человека активируется железами внутренней секреции в период его полового созревания, происходящего в норме с подросткового возраста.
Половое созревание происходит в комплексе физиологических изменений организма, таких как ускоренный рост туловища и конечностей, набор массы мышечной и жировой ткани по мужскому или женскому типу, изменение тембра голоса.
Половое созревание ведёт к достижению половой зрелости — способности к деторождению. Для этого половые органы и весь организм должны полностью созреть. В области женской репродуктивной системы в период созревания происходит ряд важных изменений. Так, происходит рост тазовой области для осуществления вынашивания плода. Увеличиваются постепенно молочные железы, необходимые для выкармливания ребёнка. На теле развиваются элементы волосяного покрова женского типа: волосы появляются 1) в подмышечных впадинах и 2) на лобке и наружной поверхности больших половых губ (внутренняя образована слизистой оболочкой). В яичниках начинают созревать яйцеклетки, которые затем высвобождаются для оплодотворения. Если этого не происходит, то наступает менструация. У девушек постепенно устанавливается менструальный цикл. Первые менструации могут быть нерегулярными. Наступление первой из них (менархе) показывает вхождение организма в завершающую стадию полового созревания.
Детородный возраст (репродуктивный период) обычно ограничен по времени. По его окончании ежемесячный менструальный цикл завершается и наступает менопауза, длящаяся до конца жизни. Угасание репродуктивной функции, предшествующее менопаузе, называют климактерическим периодом (климаксом).

## Внутренние половые органы
Внутренние женские половые органы находятся в полости малого таза. Они включают женские половые железы — яичники, их выводные протоки в другую часть системы, матку, — фаллопиевы трубы, саму матку и влагалище.

### Яичники
Яичники — парный железистый орган, располагающийся в нижней части брюшной полости и удерживающийся в ней связками. Это женские половые железы, имеющие функции внутренней (эндокринная) и внешней (экзокринная) секреции. Функция внешней секреции проявляется в формировании женских половых клеток — яйцеклеток, несущих генетический материал женщины для своего участия в образовании зародыша. В кровоток своего организма яичники выделяют половые гормоны, преимущественно женские. По форме яичники, достигающие в длину до 3 см, напоминают миндальное семечко. При овуляции созревшая яйцеклетка выходит непосредственно в брюшную полость, проходя по одной из фаллопиевых труб.

### Фаллопиевы трубы
Фаллопиевы трубы иначе называются яйцеводы. Они имеют воронкообразное расширение на конце, через которое в трубу попадает созревшая яйцеклетка (яйцо). Эпителиальная выстилка фаллопиевых труб имеет реснички, биение которых создаёт движение тока жидкости. Этот ток жидкости и направляет в фаллопиевую трубу яйцо, готовое к оплодотворению. Фаллопиевы трубы другим своим концом открываются в верхние части матки, в которую яйцо направляется по фаллопиевым трубам. В фаллопиевой трубе происходит оплодотворение яйцеклетки. Оплодотворённые яйцеклетки (яйца) поступают в матку, где и протекает нормальное развитие плода вплоть до родов.

### Матка
Матка — мышечный грушевидный орган. Она располагается в середине малого таза сзади мочевого пузыря. Матка имеет толстые мышечные стенки. Внутренняя поверхность полости матки выстлана слизистой оболочкой, пронизанной густой сетью кровеносных сосудов. Полость матки соединяется с влагалищным каналом, который проходит через толстое мышечное кольцо, выдающееся во влагалище. Оно носит название шейка матки. В норме оплодотворённая яйцеклетка поступает из Фаллопиевых труб в матку и прикрепляется к мышечной стенке матки, развиваясь в плод. В матке протекает нормальное развитие плода вплоть до родов. Длина матки у женщины репродуктивного возраста в среднем равна 7—8 см, ширина — 4 см, толщина — 2—3 см. Масса матки у нерожавших женщин колеблется от 40 до 50 г, а у рожавших достигает 80 г. Подобные изменения возникают из-за гипертрофии мышечной оболочки во время беременности. Объём полости матки составляет ≈ 5 — 6 см³.

### Влагалище
Влагалище — толстая мышечная трубка, которая идёт от матки и имеет выход наружу из тела женщины в преддверие влагалища. Влагалище является приёмником мужского копулятивного органа во время совершения полового акта, приёмником семени во время полового акта, а также является родовым каналом, по которому выходит плод после завершения своего внутриутробного развития в матке.

## Наружные половые органы
Наружные тазовые половые органы женщины (вульва) составляют преддверие влагалища и окружающие его структуры. Они имеют покровную (защитную) и сенсорную функции. Покровную функцию выполняют пары больших и малых половых губ, прикрывающих вход во влагалище и наружное отверстие мочеиспускательного канала. Сенсорная функция является главной для клитора.
Преддверие влагалища ограничено спереди и сверху клитором с передней спайкой малых половых губ, с боков внутренней поверхностью малых половых губ, а сзади и снизу — задней спайкой больших половых губ. В преддверие влагалища над входом во влагалище и под клитором находится наружное отверстие женского мочеиспускательного канала. Само наружное отверстие влагалища от рождения частично затянуто участком слизистой оболочки — девственной плевой. Она в норме изначально имеет одно или нескольких небольших отверстий для вывода наружу выделений — прежде всего менструальной крови, образующейся с периода полового созревания; обычно размер этих отверстий меньше ширины влагалища.

### Половые губы
Вход во внутренние половые органы женщины прикрыт двумя парами складок кожи и слизистой оболочки, идущих по сторонам половой щели от лобка назад в сторону анального отверстия. Эти складки носят название половых губ. Внешние, более плотные из-за подкожного слоя жировой ткани, служат границами половой щели. Это большие половые губы. Внутри них находится пара более тонких складок слизистой оболочки — малые половые губы, спереди сходящиеся у клитора, образуя его кожный покров — крайнюю плоть клитора.

#### Большие половые губы
Большие половые губы — две кожные складки, содержащие внутри жировую ткань и венозные сплетения, идущие от нижнего края живота вниз и назад. У взрослой женщины они покрыты волосами. Большие половые губы выполняют функцию защиты влагалища женщины от попадания в него микробов и инородных тел.
Большие половые губы обильно снабжены сальными железами и окаймляют отверстие мочеиспускательного канала (уретры) и преддверие влагалища, сзади которого они срастаются. В нижней трети больших половых губ расположены так называемые бартолиновы железы.

#### Малые половые губы
Малые половые губы, располагаются между большими половыми губами, и, как правило, скрыты между ними. Они представляют собой две тонкие кожные складки розового цвета, не покрытые волосами. У передней (верхней) точки их соединения находится чувствительный орган, имеющий, как правило, размер величиной с горошину, способный к эрекции. Этот орган носит название клитор.

### Клитор
Клитор представляет собой обычно очень небольшое, но весьма чувствительное из-за большого количества нервных окончаний анатомическое образование из двух способных к кровенаполнению при половом возбуждении (эрекции) пещеристых тел. В этом он аналогичен значительно превосходящему его по размеру мужскому половому члену, но в отличие от него не имеет выделительных функций, не имея в себе выводящих наружу протоков.
Он у большинства женщин большей частью закрыт окаймляющими его складками кожи и жировой ткани, так что снаружи может оставаться лишь его головка. Этот орган развивается из тех же зародышевых клеток, что и мужской половой член, поэтому он содержит пещеристую ткань, которая при половом возбуждении наполняется кровью, в результате чего клитор женщины также увеличивается в размерах. Это явление аналогично мужской эрекции и называется эрекцией клитора. Клитор является гомологом пещеристых тел пениса.
Многочисленные нервные окончания, содержащиеся в клиторе, так же как и в малых половых губах, реагируют на раздражение эротического характера, поэтому стимуляция (поглаживание и тому подобные действия) клитора может приводить к половому возбуждению женщины.
У некоторых африканских народностей существует обычай так называемого женского обрезания (клиторидэктомия), когда у девочек удаляется клитор или даже малые половые губы. Это приводит к понижению сексуальной активности женщины в зрелом возрасте, и по некоторым данным считается одной из возможных причин развития женского бесплодия в зрелом возрасте. В развитых странах мира этот обычай считается варварским и законодательно запрещён.
Сзади (ниже) клитора располагается наружное отверстие мочеиспускательного канала (уретры). У женщин оно служит только для вывода мочи из мочевого пузыря, тогда как мужской мочеиспускательный канал служит и для выделения семенной жидкости.
Над самим клитором в нижней части живота находится небольшое утолщение из жировой ткани, которое у взрослых женщин покрыто волосами. Оно носит название венерин бугорок.

### Девственная плева
Девственная плева — тонкая перепонка, складка слизистой оболочки преддверия влагалища, состоящая из эластических и коллагеновых волокон с отверстием, прикрывающая снаружи вход во влагалище. Она является частью внешних половых органов и имеет разное строение у разных женщин. Девственная плева не закрывает вход полностью, а обычно имеет отверстие, которое позволяет менструальной крови и другим выделениям выходить из организма.
Девственная плева может сильно различаться по форме, толщине и эластичности. Ниже перечислены основные типы гимена:
- Кольцевидная (анулярная) — имеет круглое отверстие посередине и окружает вход во влагалище по краям. Это один из самых распространенных типов гимена.

- Полулунная — напоминает полумесяц, закрывая часть входа во влагалище снизу, оставляя полулунное отверстие сверху. Этот тип также достаточно распространен.

- Сетчатая (решетчатая) — имеет несколько мелких отверстий, через которые могут выходить выделения. При этом ткань гимена распределена в виде сетки.

- Лопастная — состоит из нескольких отдельных долей или лопастей, что может придавать гимену специфическую форму и структуру.

- Микроперфорированная — имеет одно или несколько очень маленьких отверстий, что может затруднять выделение менструальной крови и требовать медицинского вмешательства, если проходимость затруднена.

- Имперфорированная (сплошная) — полностью перекрывает вход во влагалище без отверстий. Этот тип является редким и требует хирургического вмешательства, поскольку может препятствовать выходу менструальной крови.

Девственная плева выполняет несколько функций, таких как частичная защита входа во влагалище от инфекций. Однако её структура и наличие целостности не являются признаком половой активности, так как плева может растягиваться или рваться не только во время полового акта, но и вследствие физической активности, использования тампонов или даже без видимых причин.
Эластичность гимена у разных женщин также варьируется: у кого-то она очень податлива и может не разрываться при первом половом контакте, а у других – более плотная и может порваться даже при незначительном воздействии.

## Медицинское сопровождение женской репродуктивной системы
Раздел медицины, изучающий здоровье и болезни женской репродуктивной системы, называется гинекологией. В случае заболеваний гинекологи оказывают как терапевтическую, так и хирургическую помощь. В детских поликлиниках есть должности детских и подростковых гинекологов. Родовспоможение оказывают акушеры. Вопросами работы эндокринной системы женщины в соотношении с женской половой сферой занимаются гинекологи-эндокринологи.

### Здоровье и болезни женской репродуктивной системы
Ещё в период внутриутробного развития плода врачи с помощью ультразвуковой и хромосомной диагностики способны отслеживать правильное развитие его органов и их систем, включая репродуктивную. Они определяют пол будущего ребёнка, что в норме не является затруднительным, но при нарушениях развития пол приходится определять по целому ряду критериев.
Так, по существующей шкале Прадера у новорождённого определяется степень развития тазовых наружных и внутренних половых органов по мужскому или женскому типу. Это необходимо при различной степени неоднозначности внешнего вида наружных гениталий новорождённого (интерсексуальность или гермафродитизм). В таких случаях при повышенном для женского типа уровне мужских половых гормонов клитор может быть в различной степени увеличен (клиторомегалия), напоминая мужской половой член, а половая щель иметь разной степени заращение больших половых губ, имитирующих мошонку. В таких случаях важен и гонадный пол, определяемый характером тканей и функционирования половых желёз индивида, и строение внутренних половых органов, степень их сформированности.
При несомненной отнесённости человека к женскому полу внутри данного типа системы могут также наблюдаться как органические нарушения формирования тех или иных (часто внутренних) половых органов, так и функциональные проблемы, к которым относят, например, синехии — образование спаек половых губ.
В дальнейшем врачи отслеживают скорость развития репродуктивной системы, наступление и протекание полового созревания.